# Државни музеј архитектуре Шчусев
55° 45′ 8.53″ N 37° 36′ 25.98″ E / 55.7523694° С; 37.6072167° И
Државни музеј архитектуре Шчусев (рус. Государственный научно-исследовательский музей архитектуры им. А. В. Щусева) је национални музеј руске архитектуре који се налази у главном граду Русије, Москви. Такође је и истраживачки центар за проучавање и промовисање архитектуре и урбаног наслеђа. Музеј је основан 1934. и налази се у улици Воздвиченка. У оквиру музејске колекције налази се више од милион експоната. Музеј је добио име по чувеном руском и совјетском архитекти Алексеју Шчусеву.

## Зграда
До деведесетих година 20. века музеј је био смештен у манастиру Донској. Музеј је тренутно смештен у комплексу некадашњег имања племићке породице Тализин. Зграда је архитектонски споменик ере руског класицизма (крај 18. века).

## Колекција
Музејска збирка садржи предмете који сведоче о историји архитектуре у Русији. Највреднији од њих су фреске из манастира Свете Тројице (17. век), колекција намештаја (19. век), као и заштићени модели архитектонских објеката.
Основне делатности музеја су некада биле истраживање, прикупљање предмета и промовисање рестаурације споменика. У последњој деценији, музеј организује изложбе и друге комерцијалне активности. Музеј се састоји од научне библиотеке, архива, радионице за рестаурацију, и приватне архитектонске канцеларије.
Има статус Објекта од посебне важности за културну баштину Руске Федерације (председнички декрет од 24. јануара 1995).